# Paramigas alluaudi
Paramigas alluaudi är en spindelart som först beskrevs av Simon 1903.  Paramigas alluaudi ingår i släktet Paramigas och familjen Migidae.
Artens utbredningsområde är Madagaskar. Inga underarter finns listade i Catalogue of Life.